# Tetramethylorthosilicat
Tetramethylorthosilicat (auch Tetramethoxysilan, Kieselsäuretetramethylester oder Methylsilicat, kurz TMOS) ist eine farblose Flüssigkeit.

## Gewinnung und Darstellung
Tetramethylorthosilicat kann durch Reaktion von Siliciumtetrachlorid mit Methanol gewonnen werden.
{\displaystyle \mathrm {SiCl_{4}+4\ CH_{3}OH\longrightarrow Si(OCH_{3})_{4}+4\ HCl} }

## Eigenschaften
Mit Wasser hydrolysiert Tetramethylorthosilicat langsam zu Orthokieselsäure und Methanol:
{\displaystyle \mathrm {C_{4}H_{12}O_{4}Si+4\ H_{2}O\longrightarrow H_{4}SiO_{4}+4\ CH_{3}OH} }
TMOS ist entzündlich und giftig.
Tetramethylorthosilicat bildet leicht entzündliche Dampf-Luft-Gemische. Die Verbindung hat einen Flammpunkt von 26 °C. Der Explosionsbereich liegt zwischen 0,88 Vol.‑% als untere Explosionsgrenze (UEG) und 23,8 Vol.‑% als obere Explosionsgrenze (OEG). Die Zündtemperatur beträgt 245 °C. Der Stoff fällt somit in die Temperaturklasse T3.

## Verwendung
Es wird in Sol-Gel-Prozessen als Siliciumdioxid-Präkursor zur Herstellung von Gelen benutzt, insbesondere Silica-Aerogelen. In Wasser ist die Verbindung schlecht löslich; als Reaktionsmedium wird daher meist ein Alkohol als Lösungsvermittler verwendet.

## Sicherheitshinweise
Der Kontakt von Tetramethylorthosilicat mit der Haut führt zu Rötungen und Schmerzen. Bei Kontakt mit den Dämpfen kann es zu Reizungen und Rötungen in den Augen kommen. Inhalation führt zu einem brennenden Gefühl, Halsschmerzen und Husten und kann zu Lungenödemen führen, auch Nieren und Leber können geschädigt werden. Beim Verschlucken kann es zu Magenschmerzen kommen.
Gefahr der Erblindung durch Einatmung (setzt im Blut Methanol frei) oder direkten Kontakt der Linse (es kristallisiert SiO2 auf und in der Linse aus, was zu irreversibler Trübung führt).
Die Dämpfe von Tetramethylorthosilikat können mit Luft ein explosionsfähiges Gemisch (Flammpunkt 26 °C, Zündtemperatur 240 °C) bilden.